# 乌格列罗多夫斯基
乌格列罗多夫斯基（羅馬化：Uglerodovskiy）是俄罗斯罗斯托夫州的市级镇、红苏林区第四大聚居地，地处罗斯托夫州西部，位于区行政中心红苏林北、州府顿河畔罗斯托夫东北方，西侧离俄乌国界不远。镇内设有同名铁路车站。
该地2022年人口有2,174人；2010年人口2,510；2002年人口2,991；1989年人口3,128。